# Arnold Soboloff
Arnold Steven Soboloff (* 11. November 1930 in New York City; † 28. Oktober 1979 ebenda) war ein US-amerikanischer Schauspieler, Sänger und Tänzer.

## Leben
Soboloff war der Sohn von Sarah Artman und Morris Soboloff und wuchs in New York City auf. Nach seiner Schulzeit studierte er Kunst am Cooper-Union-College und hatte später Schauspielunterricht bei Herbert Berghof, Harold Clurman und Mira Rostova.
Am 2. August 1960 heiratete er Suzanne „Sue“ Kauffman Romm, mit der er bis zu seinem Tod verheiratet war.
Soboloff erlitt nach einer Bühnenaufführung des Musicals Peter Pan einen Herzinfarkt, in dessen Folge er hinter der Bühne des Lunt-Fontanne-Theater kollabierte; er wurde am selben Abend um 21:10 Uhr im New Yorker St. Clare’s Hospital für tot erklärt.
Soboloff wurde 48 Jahre alt und hinterließ seine Frau Suzanne.

## Karriere
Sein Fernsehdebüt hatte Soboloff 1959 in einer Folge der US-amerikanischen Fernsehserie Brenner. Es folgten in den 1960er und 1970er Jahren zahlreiche Rollen in Filmen und Fernsehserien.
Zu seinen Rollen im Film gehörten unter anderem Auftritte in Der Detektiv, Mel Brooks’ letzte Verrücktheit: Silent Movie, Nickelodeon, Mel Brooks’ Höhenkoller sowie in Die Katze aus dem Weltraum. Nach seinem Tod wurden die Filme Fetty – Der Dicke legt los!, Promenade am Strand und Liebe nach Feierabend veröffentlicht.
Neben seiner Arbeit für Film und Fernsehen war Soboloff von 1957 an, bis zu seinem Tod im Jahr 1979, fast zwei Jahrzehnte lang regelmäßig in Broadway- und Off-Broadway-Aufführungen zu sehen.
Hierzu gehörten unter anderem Auftritte in The Act an der Seite von Liza Minnelli, in Der Revisor, in dem auf Scapins Streiche basierenden Theaterstück Scapino, in Are You Now or Have You Ever Been, Anyone Can Whistle und Einer flog über das Kuckucksnest mit Kirk Douglas.
Er war als „Big Daddy“ in Sweet Charity zu sehen, wo er in der Nummer "Rhythm of Life" brillierte; seine Vielseitigkeit stellte er außerdem in Bühnenstücken unter Beweis, die mehrere Rollen erforderten, darunter The Egg und The Beauty Part, in denen er bis zu fünf Charaktere verkörperte.
Einem breiten Publikum in den Vereinigten Staaten war der hagere Soboloff auch durch seine Fernseh-Werbespots bekannt, unter anderem für die Marke Alka-Seltzer.
Im deutschen Sprachraum wurde er unter anderem von Friedrich Georg Beckhaus, Friedrich W. Bauschulte, Erich Ebert, Wilfried Herbst, Klaus Jepsen, Thomas Wolff, Harry Wüstenhagen und Santiago Ziesmer synchronisiert.

## Filmografie (Auswahl)

### Film
- 1968: Der Detektiv (The Detective)
- 1969: Leben um jeden Preis (Popi)
- 1973: Mr. Inside/Mr. Outside (Fernsehfilm)
- 1975: Strike Force – Die Spezialeinheit (Strike Force; Fernsehfilm)
- 1976: Wildes neues Land (Young Pioneers; Fernsehfilm)
- 1976: Kiss Me, Kill Me (Fernsehfilm)
- 1976: Mel Brooks’ letzte Verrücktheit: Silent Movie (Silent Movie)
- 1976: Young Pioneers’ Christmas (Fernsehfilm)
- 1976: Nickelodeon (auch: Klapperschlangen beißen nicht)
- 1977: Corey: For the People (Fernsehfilm)
- 1977: Der Mann in der Todeszelle (Kill Me If You Can; Fernsehfilm)
- 1977: Mel Brooks’ Höhenkoller (High Anxiety)
- 1978: Die Katze aus dem Weltraum
- 1978: Sergeant Matlovich vs. the U.S. Air Force (Fernsehfilm)
- 1979: Promenade am Strand (Boardwalk)
- 1980: Fetty – Der Dicke legt los! (Fatso)
- 1980: Liebe nach Feierabend (Hardhat and Legs; Fernsehfilm)

### Fernsehen
- 1959–1964: Brenner
- 1961–1962: Preston & Preston (The Defenders)
- 1961–1963: Route 66
- 1962: Wagen 54, bitte melden (Car 54, Where Are You?)
- 1962: Gnadenlose Stadt (Naked City)
- 1964: The DuPont Show of the Week
- 1965: The Patty Duke Show
- 1973–1975: Kojak – Einsatz in Manhattan
- 1975: Welcome Back, Kotter
- 1975–1976: Barney Miller (auch: Wir vom 12. Revier)
- 1976: Die Zwei von der Tankstelle (Chico and the Man)
- 1976: Jigsaw John
- 1976: Harry O
- 1976: Tabitha
- 1976: Drei Engel für Charlie (Charlie’s Angels)
- 1976: Holmes & Yoyo
- 1976: The Krofft Supershow / Wonderbug
- 1976: Gibbsville
- 1976: Sag das nochmal Darling (All’s Fair)
- 1976: The Nancy Walker Show
- 1977: Die Weltraum-Akademie (Space Academy)

## Theater (Auswahl)

### Broadway
- 1961: Mandingo (Theaterstück von Jack Kirkland; Lyceum Theatre)
- 1962: The Egg (L’Œuf: Theaterstück von Félicien Marceau unter der Regie von Lamont Johnson; Cort Theatre)
- 1962: Bravo Giovanni (Musical vom A. J. Russell nach dem Buch The Crime of Giovanni Venturi von Howard Shaw; Broadhurst Theatre)
- 1962–1963: The Beauty Part (Theaterstück von S. J. Perelman; Music Box Theatre und Plymouth Theatre)
- 1963–1964: Einer flog über das Kuckucksnest (Theaterstück von Dale Wasserman nach dem Buch von Ken Kesey; Cort Theatre)
- 1964: Anyone Can Whistle (Musical von Stephen Sondheim nach einem Buch von Arthur Laurents; Majestic Theatre)
- 1966–1967: Sweet Charity (Musical von Neil Simon basierend auf Federico Fellinis Film Die Nächte der Cabiria; Palace Theatre)
- 1968: Mike Downstairs (Musical von George Panetta; Hudson Theatre)
- 1970: Camino Real (Theaterstück von Tennessee Williams; Vivian Beaumont Theatre)
- 1973: Cyrano (Musical von Michael J. Lewis und Anthony Burgess basierend auf Edmond Rostands Novelle; Palace Theatre)[12]
- 1974–1975: Scapino (Theaterstück von Jim Dale und Frank Dunlop frei nach Molières Scapins Streiche; Ambassador Theatre)
- 1977–1978: The Act (Musical vom John Kander und Fred Ebb basierend auf George Furths Libretto; Majestic Theatre)[9]
- 1978: The Inspector General (Theaterstück von Nikolai Gogol; Circle in the Square Theatre)
- 1979: Peter Pan – The Boy Who Wouldn’t Grow Up (Musical von Jerome Robbins basierend auf Sir J. M. Barries Kinderbuch; Lunt-Fontanne Theatre)

### Off-Broadway
- 1957: The Brothers Karamazov
- 1962: In the First Place
- 1964: Gogo Loves You
- 1968: Bananas
- 1969: Papp
- 1970: Show Me Where the Good Times Are

### Sonstige
- 1972: Volpone (Theaterstück von Ben Jonson; Philadelphia Drama Guild; Walnut Street Theatre; Philadelphia)